# Les bacants

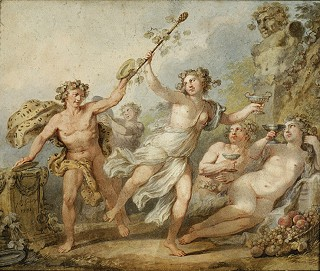
Bacants, de Jacques-Philippe Caresme

Les bacants (en grec antic: Βάκχαι; en llatí: Bacchæ) és una tragèdia àtica de l'escriptor grec Eurípides, escrita l'any 406 aC.
Era la darrera obra d'una trilogia: Ifigenia a Àulida n'és la primera i l'obra desapareguda Alcmeó a Corint n'era la segona part. Va estrenar-se en els dionísia de la Macedònia històrica, en els quals va obtenir el primer premi.

## Personatges
- Dionís
- Bacants, cor
- Tirèsias, endeví cec

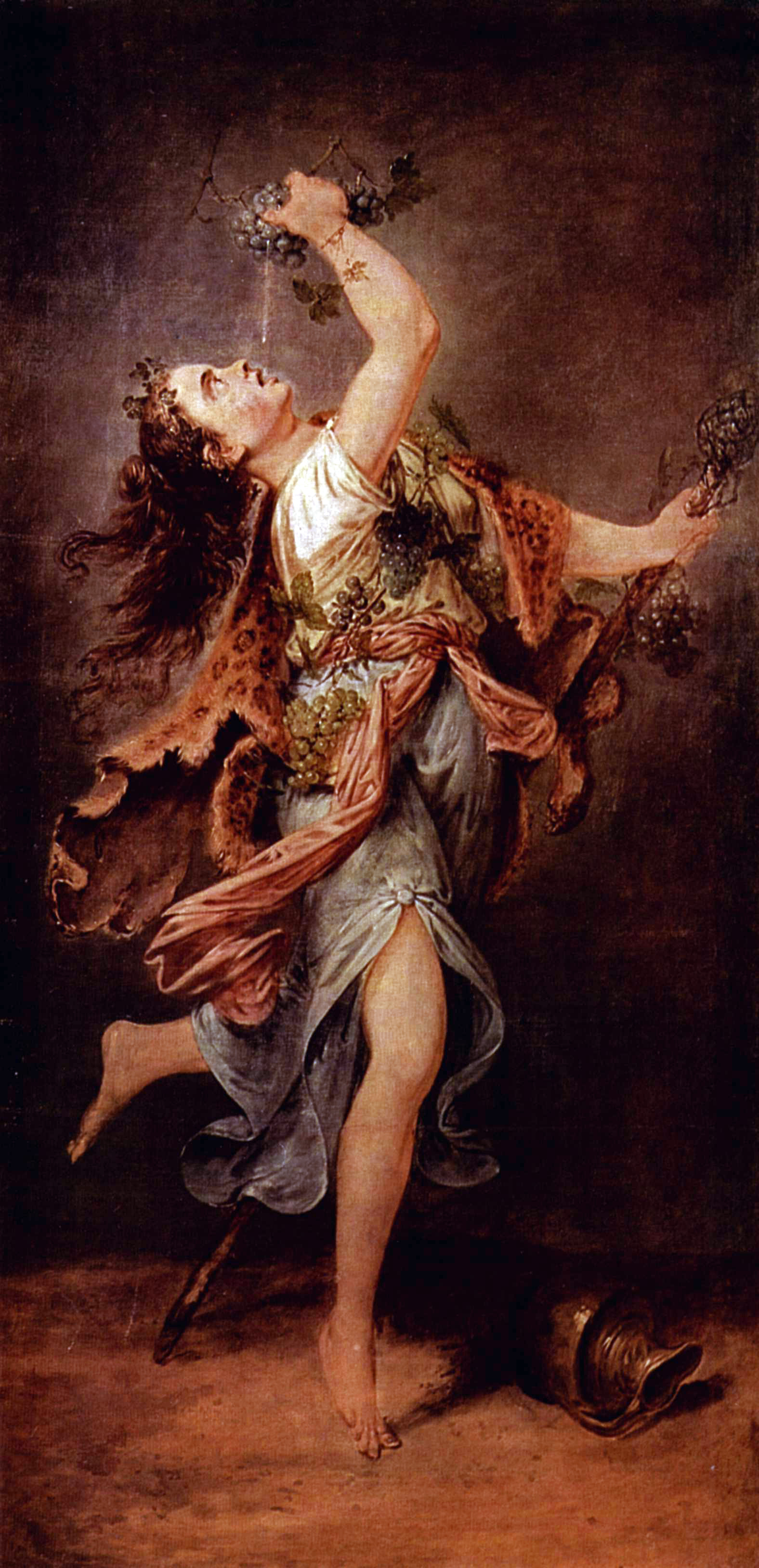
Una bacant

- Cadme, fundador de Tebes, avi de Penteu
- Penteu, rei de Tebes
- Servidor
- Missatger
- Agave, filla de Cadme, mare de Penteu

## Argument
Un estranger desconegut, que de fet és el déu Dionís (fill de Zeus i Sèmele) disfressat, arriba a la ciutat de Tebes, acompanyat per les seves seguidores, les bacants, representades pel cor, després d'un viatge per Àsia. Penteu, el rei de Tebes, s'oposa vivament al nou culte de Dionís, al que no reconeix com a déu i li recrimina el seu caràcter immoral. L'endeví i conseller del rei, Tirèsias, adverteix Penteu dels poders de l'estranger Dionís, i li explica que és descendent de Zeus i inventor del vi; però Penteu es nega a escoltar-lo i pretén reprimir violentament les dones de Tebes que s'han posat a seguir el culte i els rituals de Dionís. Llavors, tota una sèrie d'esdeveniments miraculosos comencen a tenir lloc a Tebes. L'estranger Dionís aconsella Penteu assistir discretament a les orgies, els rituals en honor de Dionís. L'enganya i el guia cap al lloc on es troben les bacants vestit de dona. Agave, mare de Penteu, participa en els rituals orgiàstics i, extasiada, al·lucina, creu que Penteu és una bèstia salvatge, i crida les altres bacants per esquarterar-lo. Quan més tard torna en si, s'adona de la seva equivocació gràcies al seu pare Cadme, qui li revela que Penteu és, en realitat, el seu fill, i se n'adona, així, del tràgic desenllaç. Aleshores, l'estranger Dionís apareix, mostra la seva identitat divina i castiga tota la família.

## Traduccions
- Les Bacants (volum 3 de les Tragèdies.) Traducció de Carles Riba. Barcelona, Curial Edicions Catalanes, 1977, ISBN 978-84-7256-112-0.
- Les Bacants. Traducció de Joan Alberich i Mariné. Barcelona, Edicions de la Magrana, 2006, ISBN 978-84-7871-604-3.
- Text original en grec, amb índex electrònic, al Projecte Perseus; ed. Gilbert Murray. Oxford. Clarendon Press, 1913.
- Text en anglès, amb índex electrònic, al Projecte Perseus; traducció de T. A. Buckley, 1850.
- Les Bacants. Traducció: Maria Rosa Llabrés Ripoll.  Martorell: Adesiara, 2021. ISBN 978-84-16948-72-7.
- The Bacchae of Euripides-A Communion Rite, versió del grec a l’anglès del poeta africà i Premi Nobel de literatura Wole Soyinka, Nova York: Norton, 1974.